# BMW 600
BMW 600 var en tysk mikrobil tillverkad mellan 1957 och 1959. Utseendemässigt liknade den en förlängd BMW Isetta. Den hade två dörrar, en främre som öppnades framåt, och en bakre som öppnades åt sidan. Motorn på 582 cc och 19,5 hk, var en nedtrimmad tvåcylindrig boxermotor, av eget fabrikat. Den härrörde från en Mc. Bilen rymde fyra personer och maxfarten var 100 km/h.
Bilen blev ingen försäljningsframgång och tillverkningen lades ned efter cirka 35 000 exemplar.